# فرنسيسكو لوبيز (سياسي)
فرنسيسكو لوبيز (بالبرتغالية: Francisco Lopes‏) هو سياسي برتغالي، ولد في 29 أغسطس 1955 في البرتغال. حزبياً، نشط في الحزب الشيوعي البرتغالي.

## مناصب
- في 2015 Portuguese legislative election [الإنجليزية]‏، انتخب عضو مجلس الجمهورية  [لغات أخرى]‏ عن دائرة Setúbal (Assembly of the Republic constituency) [الإنجليزية]‏ وقد انضم خلال فترته النيابية [الإنجليزية]‏ (23 أكتوبر 2015 – )  للكتلة البرلمانية الحزب الشيوعي البرتغالي.
- في 2011 Portuguese legislative election [الإنجليزية]‏، انتخب عضو مجلس الجمهورية  [لغات أخرى]‏ عن دائرة Setúbal (Assembly of the Republic constituency) [الإنجليزية]‏ وقد انضم خلال فترته النيابية [الإنجليزية]‏ (20 يونيو 2011 – 22 أكتوبر 2015)  للكتلة البرلمانية الحزب الشيوعي البرتغالي.
- في 2009 Portuguese legislative election [الإنجليزية]‏، انتخب عضو مجلس الجمهورية  [لغات أخرى]‏ عن دائرة Setúbal (Assembly of the Republic constituency) [الإنجليزية]‏ وقد انضم خلال فترته النيابية [الإنجليزية]‏ (15 أكتوبر 2009 – 19 يونيو 2011)  للكتلة البرلمانية الحزب الشيوعي البرتغالي.
- في 2005 Portuguese legislative election [الإنجليزية]‏، انتخب عضو مجلس الجمهورية  [لغات أخرى]‏ عن دائرة Setúbal (Assembly of the Republic constituency) [الإنجليزية]‏ وقد انضم خلال فترته النيابية [الإنجليزية]‏ (10 مارس 2005 – 15 أكتوبر 2009)  للكتلة البرلمانية الحزب الشيوعي البرتغالي.